# Lucjan Daniel Wencel
Lucjan Wencel (ur. 1949 w Toronto) – polski przedsiębiorca zamieszkały w Stanach Zjednoczonych, absolwent fizyki na Uniwersytecie Warszawskim, założyciel Logical Design Works, Przedsiębiorstwa Zagranicznego Karen i twórca marki California Dreams oraz California Access. Wyłączny dystrybutor sprzętu Atari na terenie Polskiej Rzeczypospolitej Ludowej. De facto pierwszy wydawca polskich gier na amerykańskim rynku.

## Życiorys
W wieku trzech lat zamieszkał z rodzicami w Polsce. Po ukończeniu studiów w 1973 roku wyjechał do Londynu, skąd udał się do Kanady, aż wreszcie osiedlił się w Kalifornii. Tam, w 1983 roku, założył firmę Logical Design Works, początkowo zajmującą się portowaniem gier komputerowych.

## Dystrybucja Atari w Polsce
W 1985 roku zaczął sprowadzać do Pewexu 8-bitowe komputer Atari a od końca 1987 roku także 16-bitowych. W roku 1986 Wencel udzielił miesięcznikowi Komputer wywiadu, w którym zapowiedział uruchomienie w Polsce produkcji komputera Atari 130 XE. Dystrybucją sprzętu Atari przestał się zajmować na początku lat 90.

## Życie prywatne
Żonaty z Karen, na cześć której nazywał kolejne firmy, m.in. Przedsiębiorstwo Zagraniczne Karen Co. Development Group, Karen International czy Karen Notebook. Potocznie nazywano je „Karenami”. 